# Браун, Генри
Генри Джозеф Браун (англ. Henry Joseph Brown; 1887, Дандолк, Ленстер — 26 февраля 1961, Дублин) — ирландский хоккеист на траве, защитник. Серебряный призёр летних Олимпийских игр 1908 года.

## Биография
Генри Браун родился в 1887 году в британском городе Дандолк (сейчас в Ирландии).
Учился в Дублинском университете, играл в хоккей на траве за университетскую команду.
В 1908 году вошёл в состав сборной Ирландии по хоккею на траве на летних Олимпийских играх в Лондоне и завоевал серебряную медаль, которая пошла в зачёт Великобритании, в состав которой тогда входила Ирландия. Играл на позиции защитника, провёл 1 матч, мячей не забивал.
Умер 26 февраля 1961 года в ирландском городе Дублин.